# Aida Oset
Aida Oset (Barcelona, 3 de septiembre de 1983) es una actriz española de televisión, cine y teatro. Es principalmente conocida por sus papeles en series de televisión catalanas como Moebius, El cor de la ciutat y Cites. Además, también ha participado en películas como Tres días con la familia y Forasters. También forma parte del grupo de pop electrónico Nuu.

## Biografía
Se formó como actriz en la Escuela Nancy Tuñón de Barcelona y se graduó como cantante en L'AULA (Conservatorio de música moderna y jazz de la fundación del Liceu), además de certificarse en 2017 como profesora de Fitzmaurice Voicework.
Es conocida principalmente por el público catalán por su participación en la serie de sobremesa El cor de la ciutat, donde interpretó a Eli, una joven vital y rebelde que junto a un grupo de compañeros ocupa un edificio histórico de la ciudad de Barcelona que iba a ser derribado para construir pisos. Al ser una producción tan coral, coincidió con grandes rostros de la televisión catalana; compartió escenas con Sandra (Nausicaa Bonnín), Ka (Laura Guiteras) y Iván (Oriol Vila) principalmente. Oset se incorporó a la longeva ficción en la octava temporada y permaneció en ella hasta su conclusión.
En 2009 participó en la película 3 dies amb la família, un drama protagonizado por Nausicaa Bonnín y dirigido por Mar Coll.
En 2011 se puso en la piel de Blanca en la miniserie de TV3 Ermessenda, un drama histórico sobre Ermesenda de Carcasona, que fue condesa de Barcelona y personaje histórico en la historia de Cataluña.
En 2012 participó en la película El cuerpo de Oriol Paulo con un papel de reparto, y también en la miniserie Tornarem de TV3 sobre los exiliados republicanos de la guerra civil que se vieron involucrados en la Segunda Guerra Mundial.
En el teatro ha participado en obras como Othello, Històries d'Istanbul o Mrs. Death: un diàleg amb Espriu, entre otras. Entre 2011 y 2012 formó parte del elenco de la obra The Lonesome West, una adaptación del texto de Martin McDonagh dirigida por Pepa Fluvià. En 2015 interpreta a Hero en la adaptación del clásico de Shakespeare Molt soroll per no res dirigida por Àngel Llàcer en la sala grande del Teatro Nacional de Cataluña. La obra tuvo una muy buena acogida por parte del público y la crítica y llegó a colgar el cartel de "completo" en numerosas ocasiones.
En 2015 participa en dos episodios de la primera temporada de la comedia romántica Citas de TV3, una adaptación de la británica Dates. Oset interpreta a Judith, una joven que acaba de terminar una relación sentimental de larga durada y a la que su hermana Ona (Júlia Molins) le organiza una cita sin que ella lo sepa.
En 2018 estrenó en el Festival Temporada Alta La lleugeresa i altres cançons, un monólogo teatral dirigido por Ivan Benet del cual Oset firma además la música original. Después de su estreno, la obra ha hecho dos temporadas en Barcelona (la primera el año 2019 en la Sala Beckett y la segunda el año 2021 en la Sala Atrium) con muy buena acogida por parte del público.
Desde 2018 hasta 2021 Oset ha participado en las series de televisión Servir y proteger, Mira lo que has hecho y en las dos temporadas de la ficción catalana Les de l'hoquei. En 2021 estrena como protagonista Moebius, una serie creada por Eduard Cortés y Piti Español y dirigida por Eduard Cortés. Moebius es un thriller de investigación de aire nórdico ambientado en un pueblo de la Catalunya interior en el que Oset interpreta a Mamen Salvat, la nueva profesora de matemáticas que investigará por su cuenta la muerte de uno de sus alumnos.

## Filmografía

### Cine
| Año  | Título                                               | Personaje     | Director             |
| ---- | ---------------------------------------------------- | ------------- | -------------------- |
| 2018 | Ophelia, Six actors in search of a character (corto) | Ophelia       | Marc Ortiz           |
| 2018 | Alex y Julia (corto)                                 | --            | Dani de la Torre     |
| 2016 | No quiero Perderte Nunca                             | Madre         | Alejo Levis          |
| 2012 | Frontera                                             | Helena        | Manuel Pérez Cácerez |
| 2012 | El cuerpo                                            | Enfermera UCI | Oriol Paulo          |
| 2010 | Limón y chocolate (corto)                            | --            | Gemma Ferraté        |
| 2008 | Tres días con la familia                             | Mar           | Mar Coll             |
| 2008 | Forasters                                            | Anna          | Ventura Pons         |
| 2007 | Sing for Darfur                                      | --            | Johan Kramer         |
| 2003 | Hypnos                                               | --            | David Carreras       |

### Televisión
| Año       |  | Título                    | Personaje           | Director                         | Cadena   | Notas                       |
| --------- |  | ------------------------- | ------------------- | -------------------------------- | -------- | --------------------------- |
| 2021      |  | Moebius                   | Mamen Salvat        | Eduart Cortés Patricia Font      | TV3      | Protagonista (10 episodios) |
| 2019-2020 |  | Les de l'hoquei           | Montse Pagès Cuesta | Patricia Font                    | TV3      | Secundario (2 temporadas)   |
| 2019-2020 |  | Servir y proteger         | Aitana              | Alexandra Graff                  | (TVE)    | Secundario (15 episodios)   |
| 2018-2019 |  | Mira lo que has hecho     | Olga 1981           | Berto Romero Javier Ruiz Caldera |          | Episódico (2 episodios)     |
| 2015      |  | Cites                     | Judith              | Pau Freixas                      | TV3      | Principal (2 episodios)     |
| 2013      |  | Kubala, Moreno y Manchón  | Cèlia               | Kiko Ruiz Abigail Schaaff        | TV3      | Episódico (1 episodio)      |
| 2011      |  | Tornarem (miniserie)      | Estrella            | Felip Solé                       | TV3      | Principal (2 episodios)     |
| 2011      |  | Ermessenda (miniserie)    | Blanca              | Lluís Maria Güell                | TV3      | Principal (2 episodios)     |
| 2007-2009 |  | El cor de la ciutat       | Eli                 | Esteve Rovira                    | TV3      | Principal (47 episodios)    |
| 2007      |  | La otra ciudad (TV movie) | Nadia               | Sílvia Quer                      | TVE, TV3 | Principal                   |

### Teatro
| Año        | Título                                    | Personaje    | Dramaturgo                                  | Director              | Teatro                       |
| ---------- | ----------------------------------------- | ------------ | ------------------------------------------- | --------------------- | ---------------------------- |
| 2018-2021  | La lleugeresa i altres cançons (monólogo) | Protagonista | Ivan Benet, Víctor Borràs                   | Ivan Benet            | Sala Beckett, Atrium         |
| 2018       | Othello                                   | Desdémona    | William Shakespeare                         | Oriol Tarrasón        | Sala Villarroel              |
| 2018       | Històries d'Istanbul                      | ---          | Yesim Özsoy                                 | Joan Arqué            | Teatre Lliure de Gràcia      |
| 2017       | No exit                                   | Inés         | Jean-Paul Sartre                            | Loredana Volpe        | Teatre Akadèmia              |
| 2015, 2016 | Molt soroll per no res                    | Hero         | William Shakespeare                         | Àngel Llàcer          | Teatre Nacional de Catalunya |
| 2014       | La dama de las camèlies                   | Anaïs        | Alexandre Dumas (hijo)                      | Hermann Bonnín        | La seca-Espai Brossa         |
| 2013       | Mrs. Death, un diàleg amb Espriu          | ---          | Clara Peya, Ariadna Peya, Míriam Escurriola | Míriam Escurriola     | Versus teatre                |
| 2011-2012  | The lonesome west                         | ---          | Martin McDonagh                             | Pepa Fluvià           | Versus Teatre                |
| 2010-2011  | La síndrome de Bucay                      | ---          | Joan Gallart i Rabert                       | Joan Gallart i Rabert | Versus Teatre                |
| 2007-2011  | Cabaret incívic                           | ---          | ---                                         | ---                   | ---                          |